# ویکتور تسوی
ویکتور تسوی (روسی: Ви́ктор Ро́бертович Цой؛ ۲۱ ژوئن ۱۹۶۲ – ۱۵ اوت ۱۹۹۰(دلیل مرگ وی تصادف رانندگی گزارش شده) آهنگساز، خواننده و ترانه‌سرای اهل کشور اتحاد جماهیر شوروی سوسیالیستی بود. وی اصالت کره‌ای-روسی داشت. او که بین سال‌های ۱۹۷۸ تا ۱۹۹۰ میلادی فعالیت می‌کرد ، رهبر یک گروه موسیقی به نام «کینو» بود.
از فیلم‌هایی که وی در آن‌ها نقش داشته است، می‌توان به آسا اشاره نمود.